# 후스니딘 알리쿨로프
후스니딘 로지 오글리 알리쿨로프(우즈베크어: Husniddin Ro'zi o'g'li Aliqulov, 1999년 4월 4일 ~ )는 우즈베키스탄의 프로 축구 선수로, 튀르키예 쉬페르리그의 차이쿠르 리제스포르와 우즈베키스탄 국가대표팀에서 센터백으로 활약하고 있다.

## 구단 경력

### 차이쿠르 리제스포르
2023년 8월 5일, 그는 튀르키예 쉬페르리그의 차이쿠르 리제스포르와 3+1년 계약을 체결하였다. 튀르키예 구단은 카르시의 나사프 팀으로부터 알리쿨로프를 40만 유로에 영입하였으며, 후스니딘은 인스타그램을 통해 카르시 팀에 작별 인사를 전했다.

## 국가대표팀 경력
알리쿨로프는 2020년 9월 3일, 타지키스탄과의 친선 경기에서 우즈베키스탄 국가대표팀 데뷔 전을 치렀다.
그는 2023년 AFC 아시안컵 최종 명단에 포함되었으나, 팔레스타인 국가대표팀과의 경기에서 입은 부상으로 인해 2024년 1월 7일, 대회에 참가하지 못하게 된 사실이 알려졌다.
알리쿨로프는 2024년 하계 올림픽에 참가했다. 우즈베키스탄은 조별 리그에서 스페인, 이집트, 도미니카 공화국과 같은 팀과 경쟁했으며, 조별 리그 2경기에 선발 출전하였다.